# Rembau

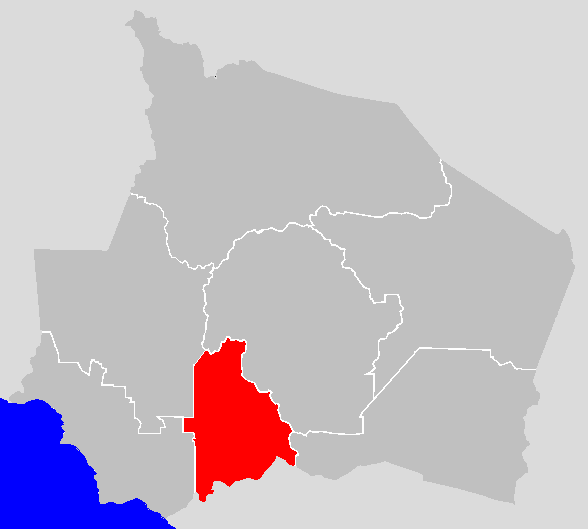
Map of Rembau in Negeri Sembilan

Rembau désigne à la fois une ville et un district dans l’État malaisien de Negeri Sembilan. Avec une population de 40 000 habitants le district est très fort influencé par la tradition matrilinéaire appelée l’adat perpatih, une pratique héritée du peuple Minangkabau sur l’île indonésienne de Sumatra, d’où vient à l’origine une grande partie de ses habitants.
La ville de Rembau est située 25 km au sud de la capitale de l’état, Seremban. Le district est administré par un Officier (Pegawai Daerah en malais). Les habitants de Rembau sont composés principalement par des agriculteurs, des commerçants, des fonctionnaires, et des ouvriers. Les jeunes s’engagent de plus en plus dans l’armée ou la police.

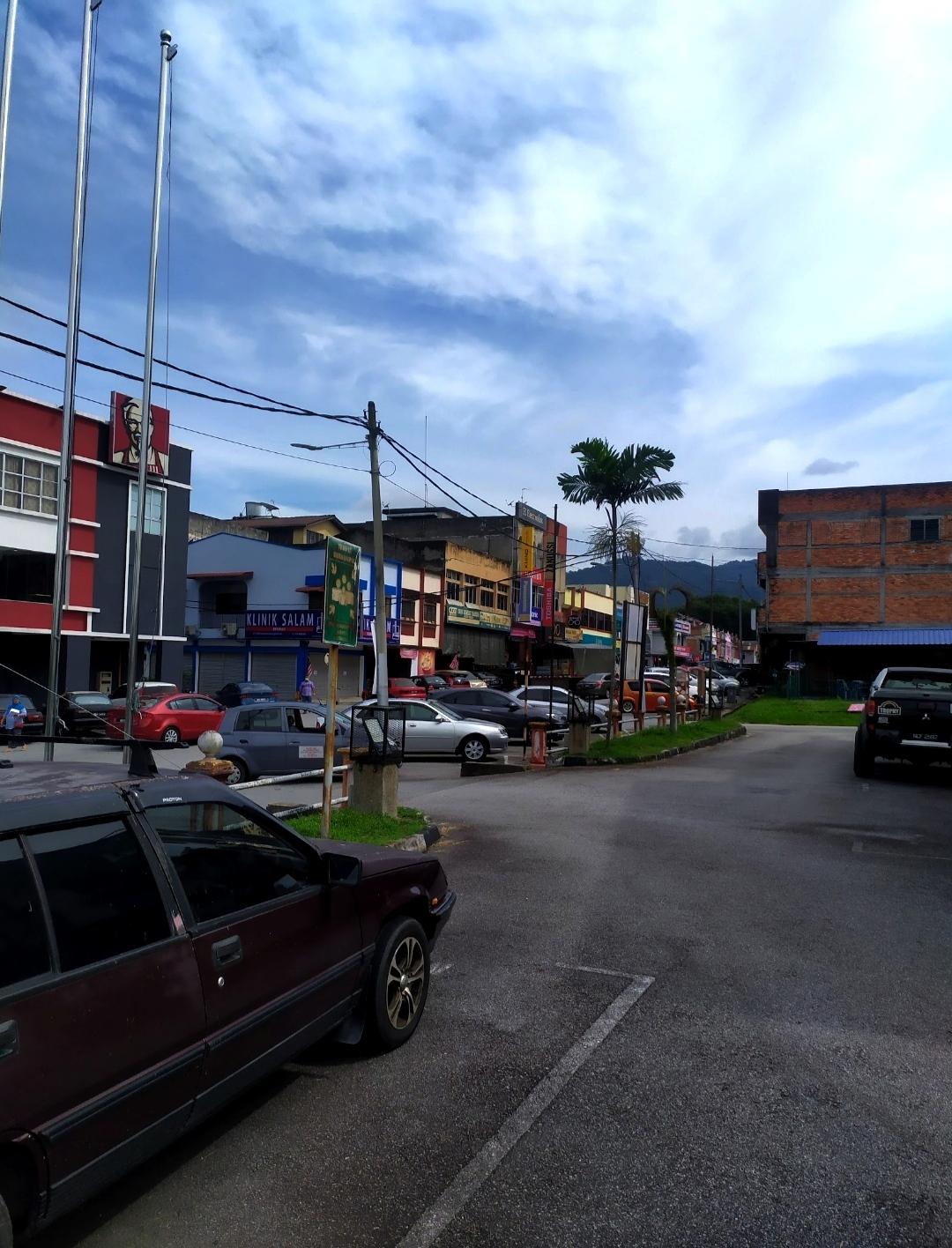
Le centre-ville de Rembau, Negeri Sembilan, Malaisie

Au niveau politique, le district est représenté dans le Parlement malaisien par un député, Khairy Jamaluddin, et dans l’Assemblée Législative de l’État il est représenté par deux députés qui représentent les circonscriptions électorales de Kota et Chembong.